# La Symphonie des siècles (album)
Pour l’article homonyme, voir La Symphonie des siècles.
Albums de Damien Saez
Mélancolie
(2025)
La Symphonie des siècles est le quinzième album de Damien Saez,, à paraître en 2025. Il s'agit d'un double-album de musique symphonique enregistré sur la scène des Arènes de Nîmes avec l'orchestre national Avignon-Provence.
Il est le second album de ce type après Mélancolie enregistré au Zénith de Paris le 29 décembre 2022, à paraître le même jour,.

## Histoire de l'album
L'annonce des concerts qui serviront d’enregistrement pour l'album est faite en mai 2020, accompagné d'un morceau instrumental, rock à la sonorité sombre intitulé Post Humanity.
Le titre de l'album est dévoilé le 16 mai 2020 sur le site officiel du chanteur « saez2021.fr » (avec l'inconnu de la pandémie de Covid-19, le site « saez2022.fr » est également déposé en cas de report), site consacré aux deux uniques concerts de l'artiste en 2021 à Paris. L'artiste déclare : « Je vous livrerai en 2021 deux concerts à Paris, deux soirées, l'une à la suite de l'autre. Deux concerts où je jouerai et enregistrerai pour la première fois deux doubles albums distincts, jamais enregistrés auparavant, devant vous. Même cheminement de création qu'en studio mais en une seule prise, face à mes amis... ».
Du fait de la pandémie de Covid-19, le concert est finalement repoussé en 2023. L'album est enregistré le 1er juillet 2023, sur scène aux Arènes de Nîmes devant 6500 personnes dans le cadre du Festival de Nîmes, avec les 40 musiciens de l'orchestre national Avignon-Provence et Nicolas Simoni en chef d'orchestre. Ana Moreau, muse de l'artiste l'accompagne pour la première fois sur scène en y interprétant un morceau inédit.
Le 2 octobre 2024, les recueils de textes de Mélancolie et La symphonie des siècles sont publiés, dévoilant ainsi la liste officielle des 11 morceaux chantés composant l'album auxquels s'ajoutent les morceaux instrumentaux.

## Analyse

### Thèmes et sonorités
Les morceaux sont accompagnés d'un orchestre philharmonique.

### La pochette
La pochette n'a pas encore été dévoilée.

## Liste des pistes
(liste partielle)
| 1.  | Ces gens-là 2023                                    | - |
| 2.  | Entre cœur et hémoglobine                           | - |
| 3.  | Souffle le vent du nord                             | - |
| 4.  | Les oiseaux migrateurs                              | - |
| 5.  | Féministe I                                         | - |
| 6.  | Thème instrumental I (Thème introduction à l'œuvre) | - |
| 7.  | Thème instrumental II                               | - |
| 8.  | Thème instrumental III                              | - |
| 9.  | Thème instrumental IV                               | - |
| 10. | Thème instrumental V                                | - |
| 11. | Thème instrumental VI                               | - |
| 12. | Ana                                                 | - |
| 13. | Les misérables                                      | - |
| 14. | Les désespérés                                      | - |
| 15. | La symphonie des siècles                            | - |
| 16. | Personne a dit qu'c'était facile                    | - |
| 17. | Les tourtereaux                                     | - |
| -   |                                                     |   |

## Formats
- CD
- Vinyle
- Numérique